# Serinus leucopygius
Serinus leucopygius) là một loài chim thuộc họ Fringillidae.
Chúng được tìm thấy ở Burkina Faso, Cameroon, Cộng hòa Trung Phi, Tchad, Cộng hòa Dân chủ Congo, Eritrea, Ethiopia, Gambia, Ghana, Mali, Mauritanie, Niger, Nigeria, Sénégal, Sudan, Togo, Uganda, và Hoa Kỳ.
Môi trường sống tự nhiên của chúng là xavan khô.